# Mesmer (filme)
Mesmer (bra: Dr. Mesmer - O Feiticeiro; prt: Mesmer) é um filme teuto-canado-austro-britânico de 1994, do gênero drama biográfico, dirigido por Roger Spottiswoode, com roteiro de Dennis Potter.
Estrelado por Alan Rickman, como Franz Anton Mesmer, o filme descreve as formas de tratamento desse médico magnetizador.

## Sinopse
Na Viena do século 18, o dr. Mesmer acredita poder curar apenas modificando algo energético no interior de seus pacientes; no entanto, as únicas que parecem ter alguma tipo de melhora são as jovens senhoras que ele ajuda. Seus métodos controversos e suas consequências levam-no a deixar Viena e seguir para Paris, onde também é censurado pelos demais médicos.

## Elenco principal
| Ator(atriz)       | Personagem             |
| ----------------- | ---------------------- |
| Alan Rickman      | Franz Anton Mesmer     |
| Amanda Ooms       | Maria Theresia Paradis |
| Donal Donnelly    | médico                 |
| David Burke       | médico                 |
| David Hemblen     | Dr. Ingehousz          |
| Simon McBurney    | Franz                  |
| Gillian Barge     | Sra. Mesmer            |
| Peter Dvorsky     | Dr. Deslon             |
| János Gosztonyi   | lacaio                 |
| István Szilágyi   | cocheiro               |
| Anna Thalbach     | Francisca              |
| Caroline Holdaway | Felicity               |
| Heinz Trixner     | Barão de Horka         |

## Prêmios
| Prêmios                                           | Prêmios     | Prêmios      | Prêmios   | Prêmios |
| Prêmio                                            | Categoria   | Beneficiário | Resultado |         |
| ------------------------------------------------- | ----------- | ------------ | --------- | ------- |
| Festival Internacional de Cinema de Montreal 1994 | Melhor ator | Alan Rickman | Venceu    |         |